# Bucsi Annamária
Bucsi Annamária (1978. január 9. –) magyar operaénekes, színésznő.

## Életpályája
1978-ban született. A Magyar Rádió gyerekkórusának tagja volt. A Városmajori Gimnáziumban érettségizett, ahol énektanára Schultz Katalin volt. Első diplomáját (énekpedagógus) a Liszt Ferenc Zeneművészeti Egyetemen szerezte, ahol Schmiedt Annamária volt a mestere. Másoddiplomáját az intézmény opareénekes szakán szerezte, Gulyás Dénes és Kovalik Balázs tanítványaként. Több fővárosi és vidéki színházban is szerepel zenés előadásokban.
Az éneklés és színészet mellett jógaoktatóként is tevékenykedik.

## Színházi szerepei
- Kacsóh Pongrácz: János Vitéz (Francia királylány)
- Mozart: Szöktetés a szerájból (Blonde)
- Mozart: Varázsfuvola (Pamina)
- Erkel: Erzsébet (Erzsébet)
- Verdi: Álarcosbál (Oscar)
- Donizetti: Don Pascquale (Norina)
- Strauss: Dr. Bőregér (Adél)
- Offenbach: Párizsi élet (Gabrielle)
- Lehár: A víg özvegy (Valencienne)